# Хейлеман, Эрнст
Эрнст Хейлеман (нем. Ernst Heilemann; 8 августа 1870, Берлин — 9 апреля 1936, Китченер, Онтарио) — немецкий художник, график и карикатурист. 

## Жизнь и творчество
Эрнст Хейлеман поступил в берлинскую Академию художеств, однако вскоре прекратил там учёбу и в дальнейшем изучал живопись и рисунок самоучкой во время своих поездок во Францию, Италию, Англию и Северную Америку. Вернувшись в Германию, работал рисовальщиком и графиком для берлинских журналов «Юность» (нем. Jugend), «Весёлые страницы» (нем. Lustige Blätter) и «Симплициссимус» (нем. Simplicissimus). В журнале «Симплициссимус» в период между 1898 и 1912 годами художник создаёт около 190 рисунков, заменив там скончавшегося графика Фердинанда фон Резничека. Основными темами работ Хейлемана были берлинская городская жизнь и быт, праздники в Берлине, отношения с женщинами и женские портреты, а также летнее время на морских курортах Балтийского моря. В 1922 году Хейлеман покупает дом на балтийском побережье.
Эрнст Хейелман известен также своими иллюстрациями художественной литературы, писал пейзажи и портреты, был членом Германского союза художников (нем. Deutscher Künstlerbund) с момента его образования в 1903 году. В 1905 году выставлялся на биеннале в Венеции. В 1926—1936 годах был членом Берлинского союза художников. В мае 1929 года он написал портрет Адольфа Гитлера, который для этого специально посетил мастерскую Хейлемана.
Эрнст Хейлеман дружил с художниками Игнатиусом Ташнером и Эдуардом Тёни, чей портрет он написал.
Графические работы Хейлемана хранятся, среди прочего, в Государственном музее графики в Мюнхене и в музее Вильгельма Буша в Ганновере.

## Галерея

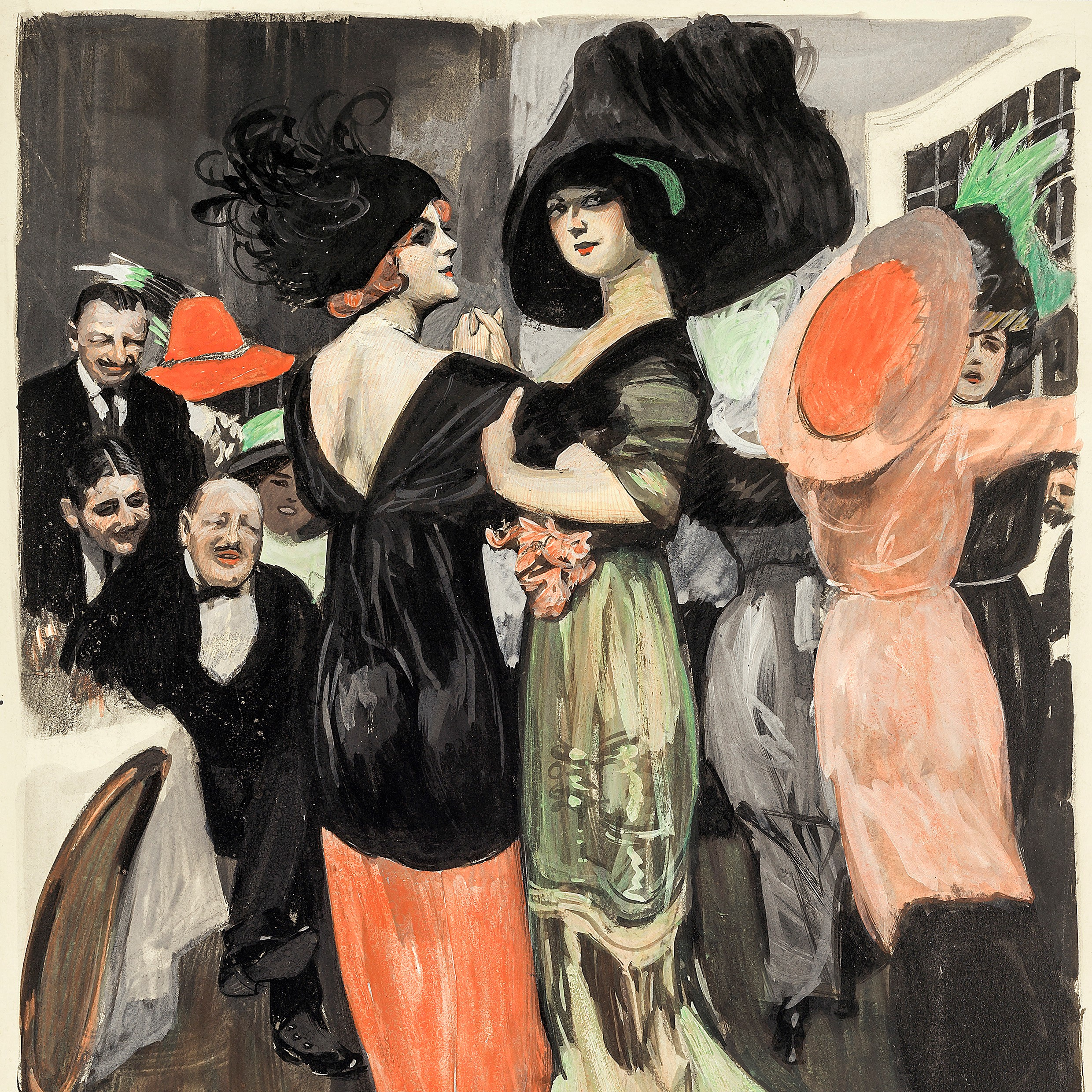
Берлинская прелесть, 1911.
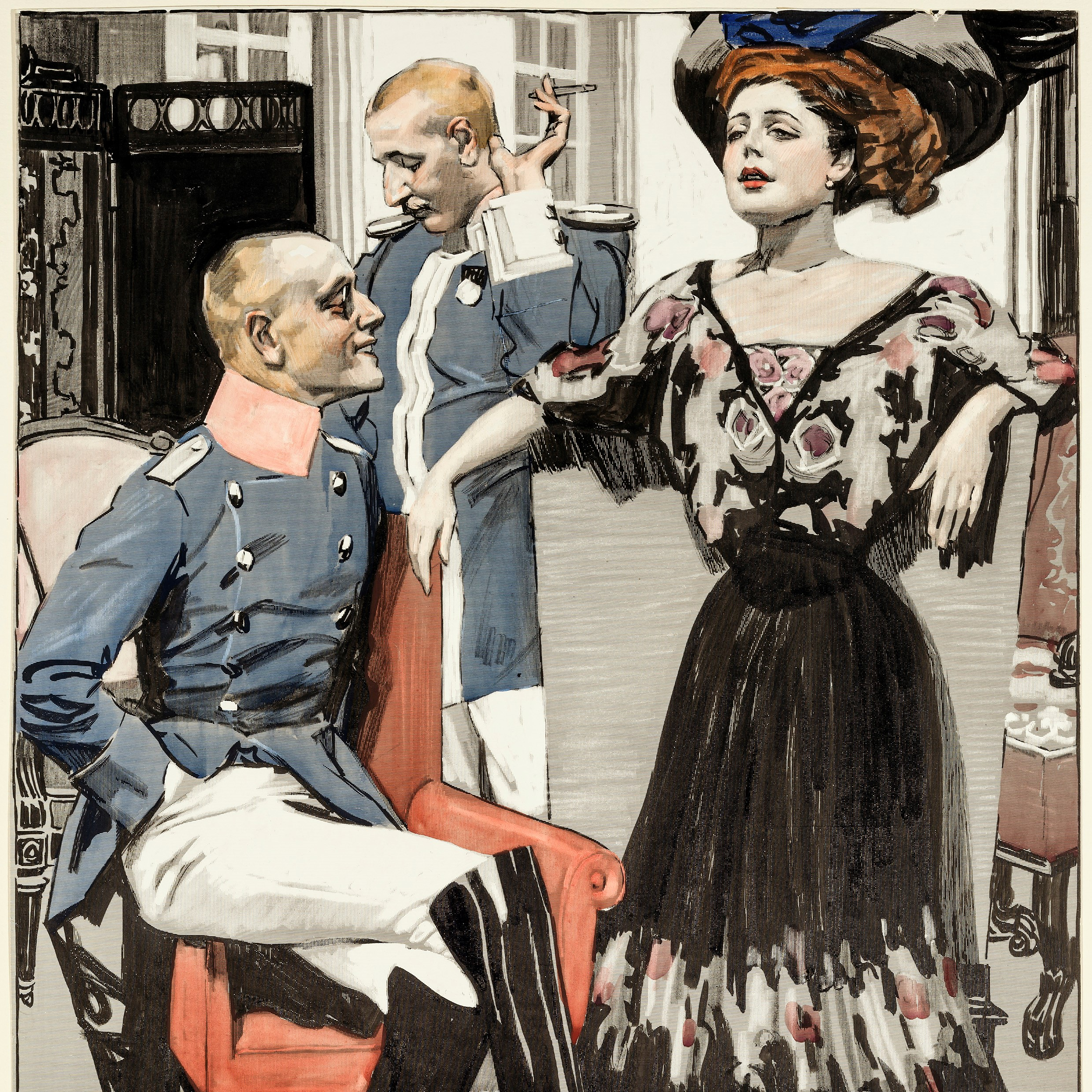
Миллиардеры 1908.
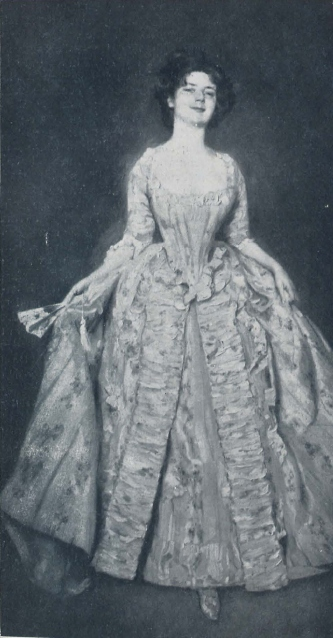
Портрет фрау Штютц.
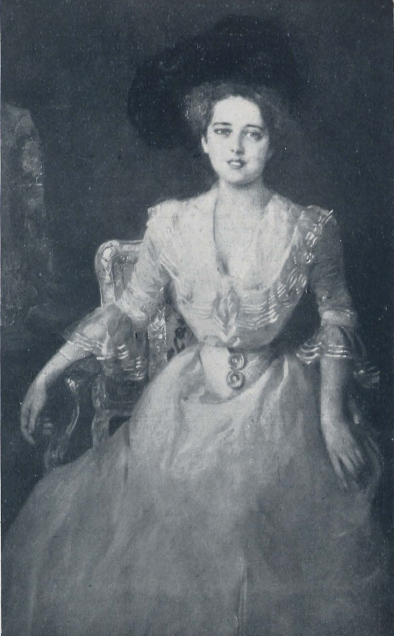
Портрет графини фон Берольдинген.
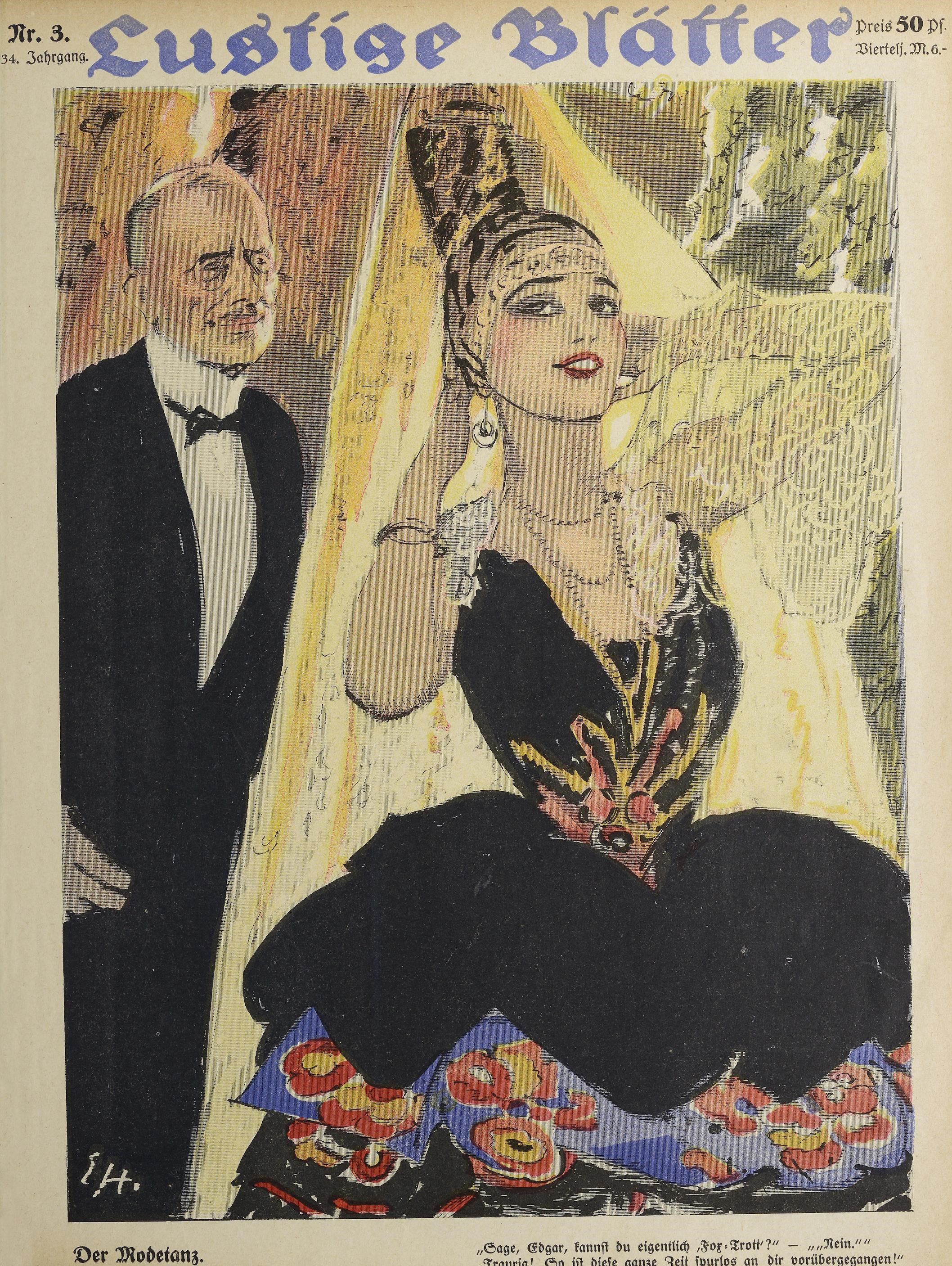
Модный танец, 1919.

## Дополнения
- Ernst Heilemann на Artnet.